# Kunstgebäude Stuttgart

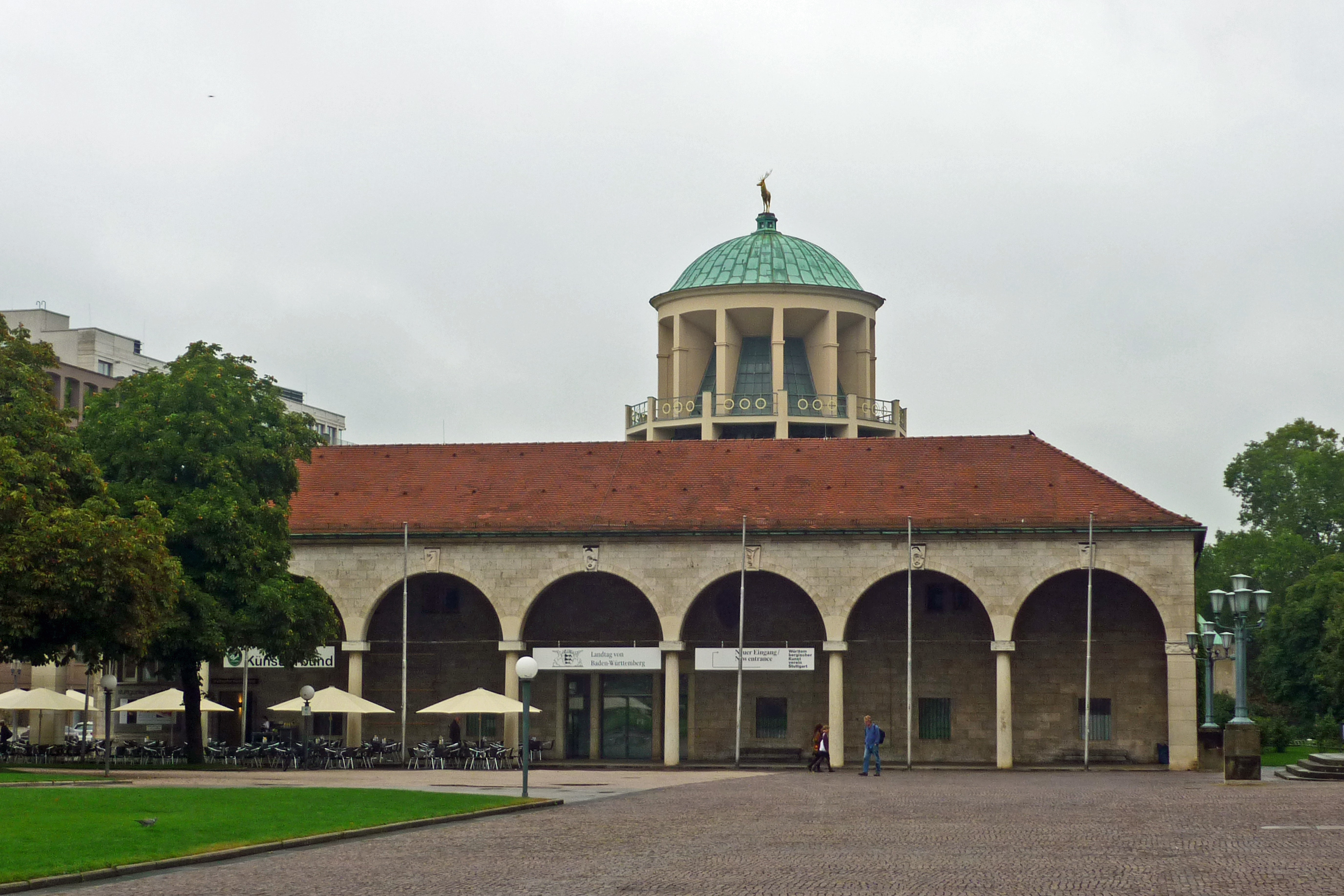
Kunstgebäude

Das Kunstgebäude am Schloßplatz in Stuttgart wurde von 1910 bis 1913 nach dem Entwurf des Architekten Theodor Fischer, unter der Bauleitung des Architekten Hans Daiber, erbaut und am 8. Mai 1913 eröffnet.
Der bildhauerische Schmuck der Fassade und des Säulengangs wurde von Jakob Brüllmann und Josef Zeitler geschaffen. Das Kunstgebäude ist Sitz des  Württembergischen Kunstvereins und des Stuttgarter Künstlerbundes e. V. (Café Künstlerbund).

## Vorbebauung

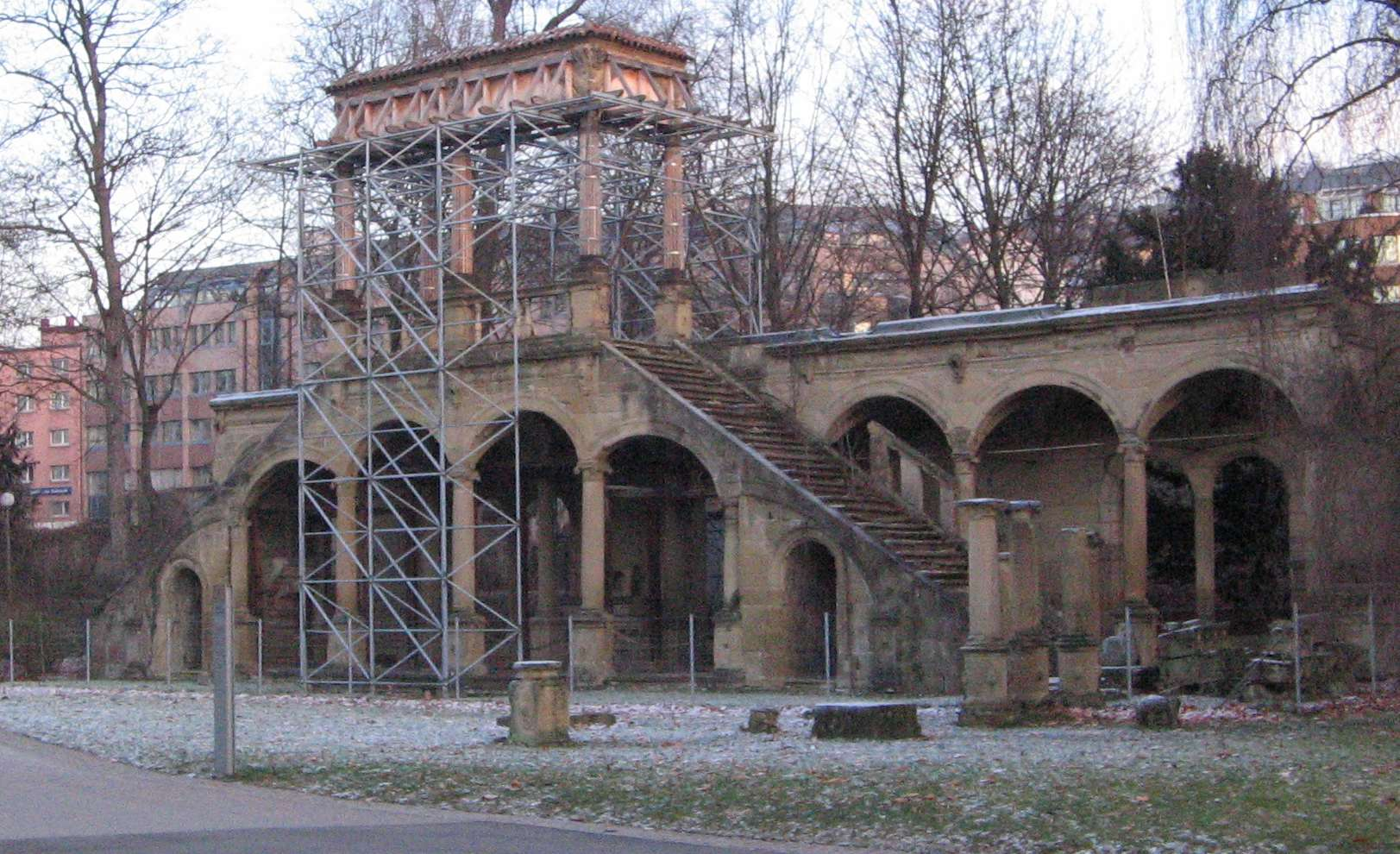
Der architektonische Aufbau nimmt Formen der in den mittleren Schlossgarten versetzten Ruine des Lusthauses (Zustand 2007) auf.

An dieser Stelle stand früher das so genannte Neue Lusthaus der Württembergischen Herzöge, das von 1584 bis 1593 vom damaligen Hofbaumeister Georg Beer unter Herzog Ludwig erbaut wurde. 1811 und 1845 fanden Umbauten des Gebäudes statt, die der Bestimmung als Königliches Hoftheater dienten, 1902 brannte dieses Gebäude nieder. Ein Fragment des Treppenaufganges, auf dessen Architektur jene des Kunstgebäudes noch verweist, wurde 1904 in den mittleren Schlossgarten versetzt. Weitere Fundstücke befinden sich im Städtischen Lapidarium Stuttgart.

## Geschichte
Am 18. März 1920 war das Kunstgebäude aufgrund des Kapp-Putsches Tagungsort der Nationalversammlung (siehe Stuttgart als Zufluchtsort der Reichsregierung während des Kapp-Putsches). Im Zweiten Weltkrieg wurde das Gebäude bis auf den Kuppelbau zerstört und in den Jahren 1956 bis 1961 nach Plänen von Paul Bonatz und Günter Wilhelm wieder aufgebaut und um einen Neubau (den so genannten Viereckssaal, einen klassischen White Cube von 36 m mal 36 m) ergänzt.
Der über 4000 Mitglieder zählende Württembergische Kunstverein ist bis heute in diesem markanten Gebäude beheimatet, dessen Kuppel von einem goldenen Hirsch des Bildhauers Ludwig Habich bekrönt wird.
Jahrzehntelang dienten die um die Kuppel laufenden Räume als Dauerausstellung für die Städtische Galerie. Deren Gemälde und Plastiken werden seit 1. März 2005 im gegenüberliegenden neuen Kunstmuseum Stuttgart präsentiert. Das Kunstgebäude diente bis 2012 als Ausstellungsort für Projekte des Württembergischen Kunstvereins. Der große Kuppelsaal wurde auch für Veranstaltungen und große Sonderausstellungen genutzt.
Die Klub- und Ausstellungsräume des Stuttgarter Künstlerbundes befinden sich bis heute im ersten Stock des Kunstgebäudes. Bei der Erstellung waren außer den drei Ausstellungsräumen und den drei Galerien auch die Klubräume des Stuttgarter Künstlerbundes untergebracht. Diese Klubräume lagen in der hinteren Längshälfte des Vorhallenbaus, also über dem Eingangsbereich des Erdgeschosses im Südflügel, dem Schlossplatz zugewandt. Die Treppe, die zu diesen Räumen hinauf führte, war jene, für die in der Vorhalle das Treppentürmchen angebaut worden war. Von ihr aus betrat man einen Garderobenraum und von dort weiter geradeaus das Billardzimmer. Dieses mündete ohne Tür in einen Gang, von dem man in der Mitte nach links in ein Lesezimmer gelangte. Geradeaus führte er in den langgestreckten Vereinssaal, der in einen flachgedeckten und in einen längeren, tonnenüberwölbten Bereich unterteilt war. Ihm schloss sich eine um vier Stufen erhöhte Bühne an, die nach hinten zwei Umkleidekabinette begrenzten. Die Fenster der Räume wiesen in Richtung der Kuppel, drei des Saals – insgesamt erhellten ihn fünf – und das des Lesezimmers öffneten sich auf den Schmuckhof; das Fenster des Billardzimmers ging auf die nicht überdachte Halle der Terrasse über dem Hof. Eine Tür führte von diesem Zimmer auf sie hinaus. Die Ausstattung des Garderobenraums und des Billardzimmers besorgte der Architekt Oskar Pfennig, die des Lesezimmers und des Saals mit Ausmalung der Tonnendecke der Maler Eduard Pfennig. Im Untergeschoss befand sich für den Künstlerbund eine Kegelbahn. Kegelstube und Bahnraum wurden von Theodor Fischer entworfen. Die Stube war bis in halbe Wandhöhe dunkel holzvertäfelt, die Wandfläche darüber zeigte sich einfarbig und hell wie die Decke.
Nach dem Wiederaufbau des Kunstgebäudes (nach 1961) konnten durch die Umgestaltung des Restaurants in das Café Künstlerbund dort Ausstellungen von Mitgliedern des Stuttgarter Künstlerbundes und anderen Gruppen stattfinden.

## Ausstellungsräume
- Kuppelsaal 500 m2
- Verbindungsbau 290 m2
- Vierecksaal 1250 m2

Im Gebäude befindet sich auch der Stuttgarter Künstlerbund und das Café Künstlerbund.

## Provisorischer Landtag 2013–2016
Vom 25. September 2013 bis Anfang Mai 2016 diente das Kunstgebäude als Tagungsort des Landtags von Baden-Württemberg. Das Architekturbüro Harder III Stumpfl erhielt den Planungsauftrag für die Interimsunterbringung des Baden-Württembergischen Landtags.

## Provisorische Kunstgalerie ab 2028
Während der mehrjährigen Sanierung der Staatsgalerie ab 2028, werden die Kunstwerke aus dem 20. und 21. Jahrhundert im Kunstgebäude Stuttgart ausgestellt werden.

## Fassadenplastik

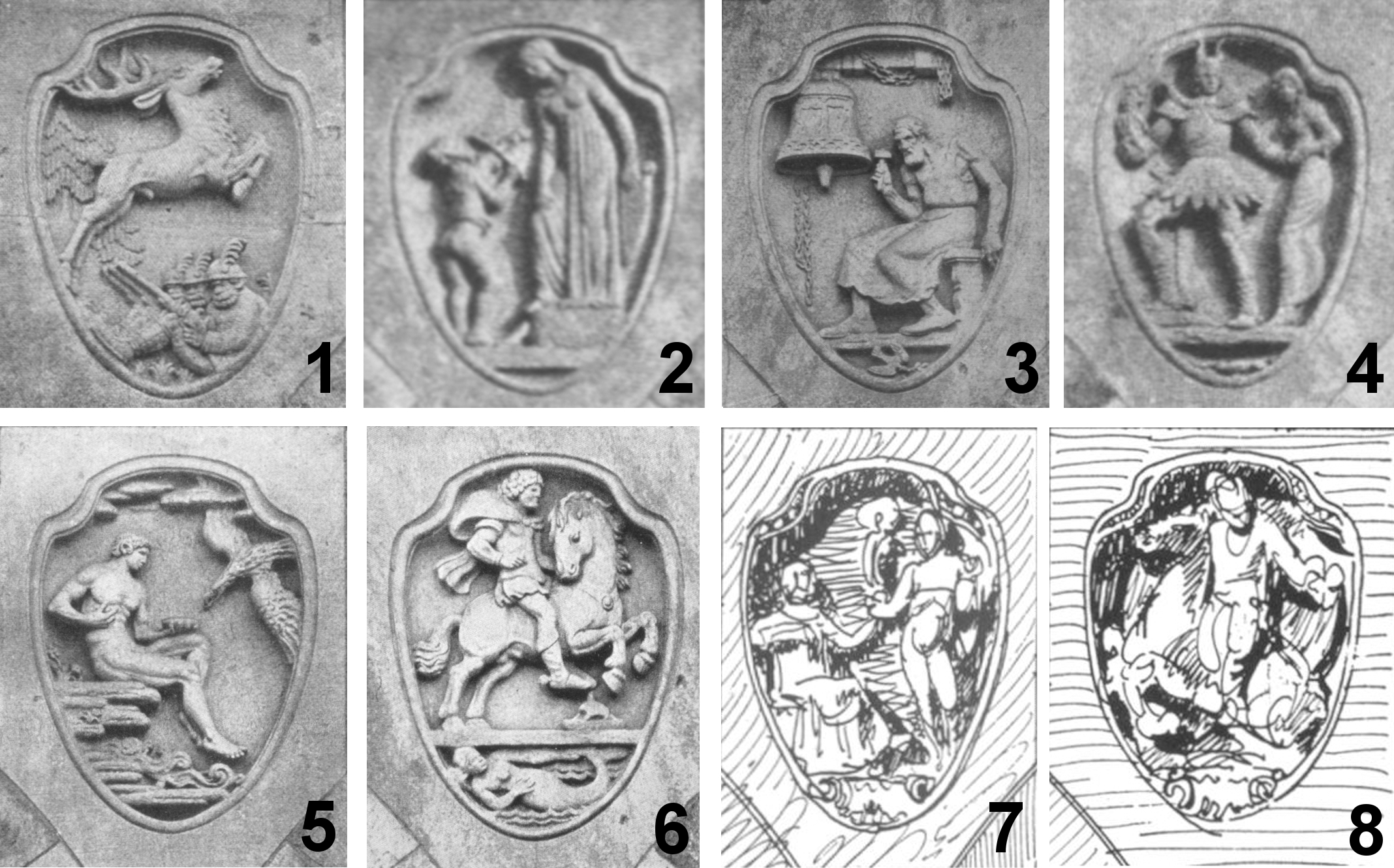
Die acht Reliefmedaillons des Kunstgebäudes, Abbildungen: 1913/1914 (noch vorhanden: Nummer 6 und 7).

Die Fassaden bestehen aus tertiärem Süßwasserkalk von Gauingen. Der bildhauerische Schmuck der Fassade und des Säulengangs wurde von den Stuttgarter Bildhauern Jakob Brüllmann, Melchior von Hugo (1873–1931) und Josef Zeitler geschaffen, die im Zweiten Weltkrieg zerstörten Schnitzereien an den beiden Eingangsportalen (heute nur noch eines) schuf Wilhelm Nida-Rümelin.
Der Fassadenschmuck besteht bzw. bestand aus den folgenden Reliefs:
- Acht Reliefmedaillons über den sechs Säulen und den zwei Eckpfeilern des Säulengangs. Die Medaillons 1–6 (Nummerierung von links nach rechts) schuf Jakob Brüllmann, die Medaillons 7–8 schuf Melchior von Hugo, von dem auch die zerstörten Stuckreliefs des Kuppelsaals stammten, ebenso die zerstörten Reliefs über den Fenstern des Treppentürmchens am linken Ende des Säulengangs. Die Medaillons stellten Szenen aus den Werken von acht berühmten schwäbischen Dichtern dar.[3]

Nach dem Zweiten Weltkrieg wurde auf die Wiederherstellung der kompletten Medaillonreihe „verzichtet“, die eine schwäbisch-bescheidene Version eines Dichter-Pantheons verkörpert hatte. Von der Huldigung an die schwäbischen Dichter zeugen nur noch die Medaillons 6 und 7, die jedoch von der Fassade des Säulengangs an unscheinbare Stellen verbannt wurden. Medaillon 6 von Jakob Brüllmann wurde an die linke Seitenfassade versetzt. Es zeigt eine Szene aus dem Gedicht „Der Reiter über dem Bodensee“ von Gustav Schwab. Medaillon 7 stammt von Melchior von Hugo. Es ist versteckt an der Wand des Säulengangs angebracht und wird durch ein Gitternetz verdeckt, so dass man die dargestellte Szene nicht einmal erkennen kann.
- Schlusssteine der sieben Säulengangarkaden, drei verschiedene Relieftypen von Josef Zeitler nach Entwürfen von Theodor Fischer, die Bestandteile des württembergischen Wappens zeigen: Hirschstange, Jagdhorn mit Federbusch, Bruststück eines Löwen mit herausgestreckter Zunge.[5]

- Ornamente der Säulen- und Pfeiler-Kapitelle des Säulengangs von Josef Zeitler nach Entwürfen von Theodor Fischer. Die Kapitelle wurden nach den Zerstörungen des Zweiten Weltkriegs nicht wiederhergestellt, sie „mußten simplen Quadern aus dem Musterbuch der späten Fünfziger weichen“.[6] Die mit liegenden Figuren verzierten Reliefs der Eckpfeilerkapitelle sind erhalten (das Kapitell des rechten Eckpfeilers ist an einer Seite zerstört).[7]

- Umrahmungen der Türen und Bögen von Josef Zeitler nach Entwürfen von Theodor Fischer. Sie wurden nach den Zerstörungen des Zweiten Weltkriegs nicht wiederhergestellt.[8]

Die zerstörten und nicht wiederaufgebauten Gebäudeteile waren ebenfalls mit reichem bildhauerischen Schmuck versehen.

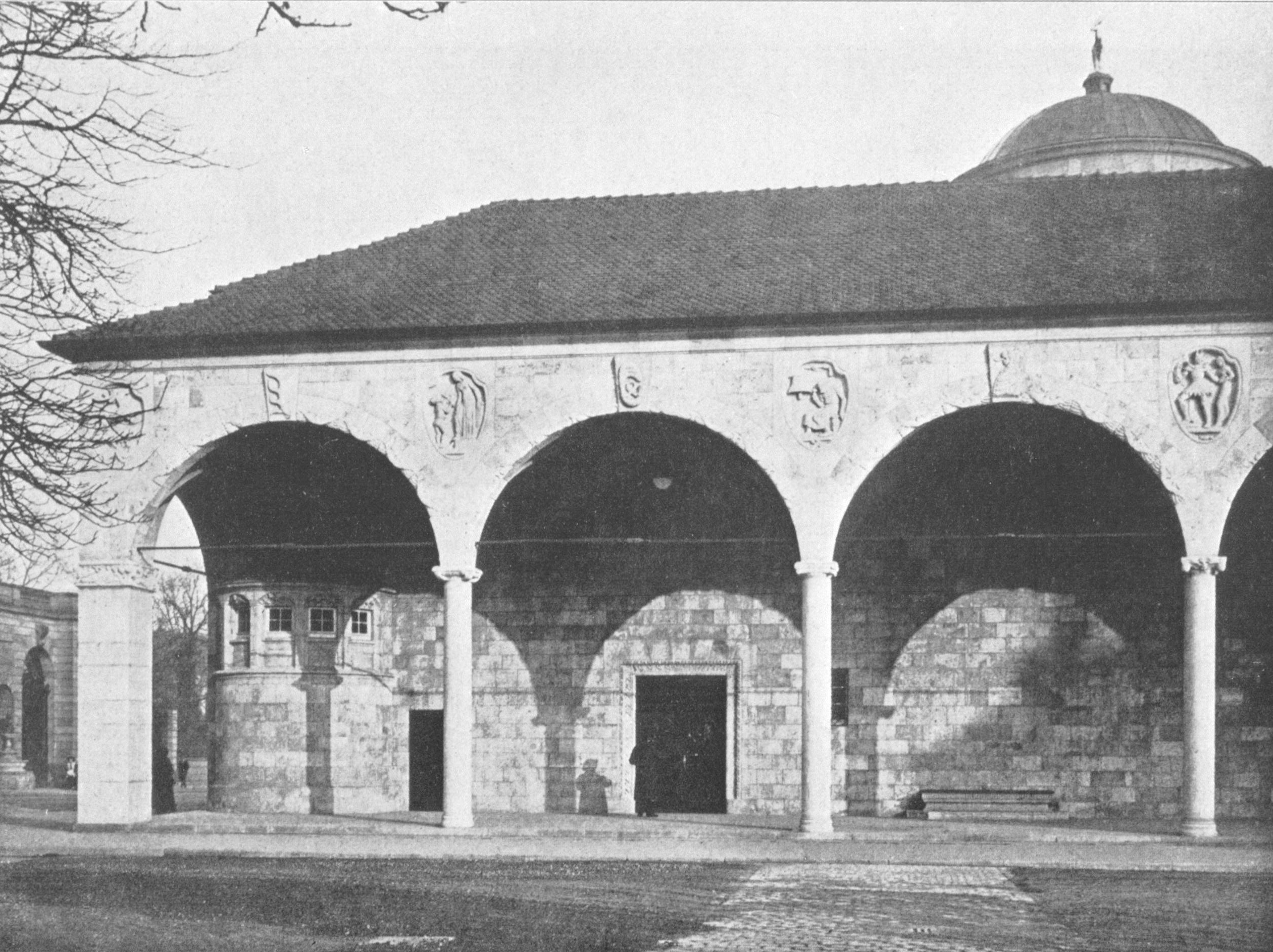
Säulengang des Kunstgebäudes, Foto: 1914.
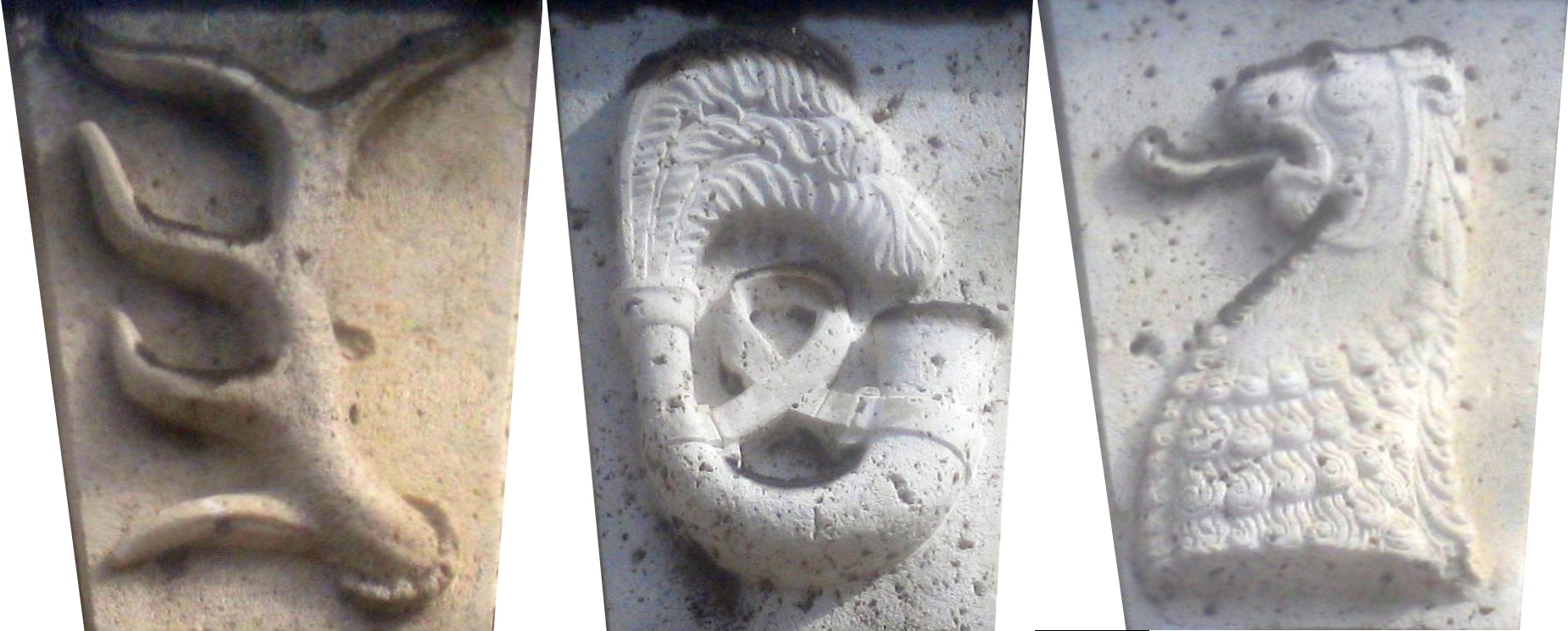
Die drei Schlusssteintypen.
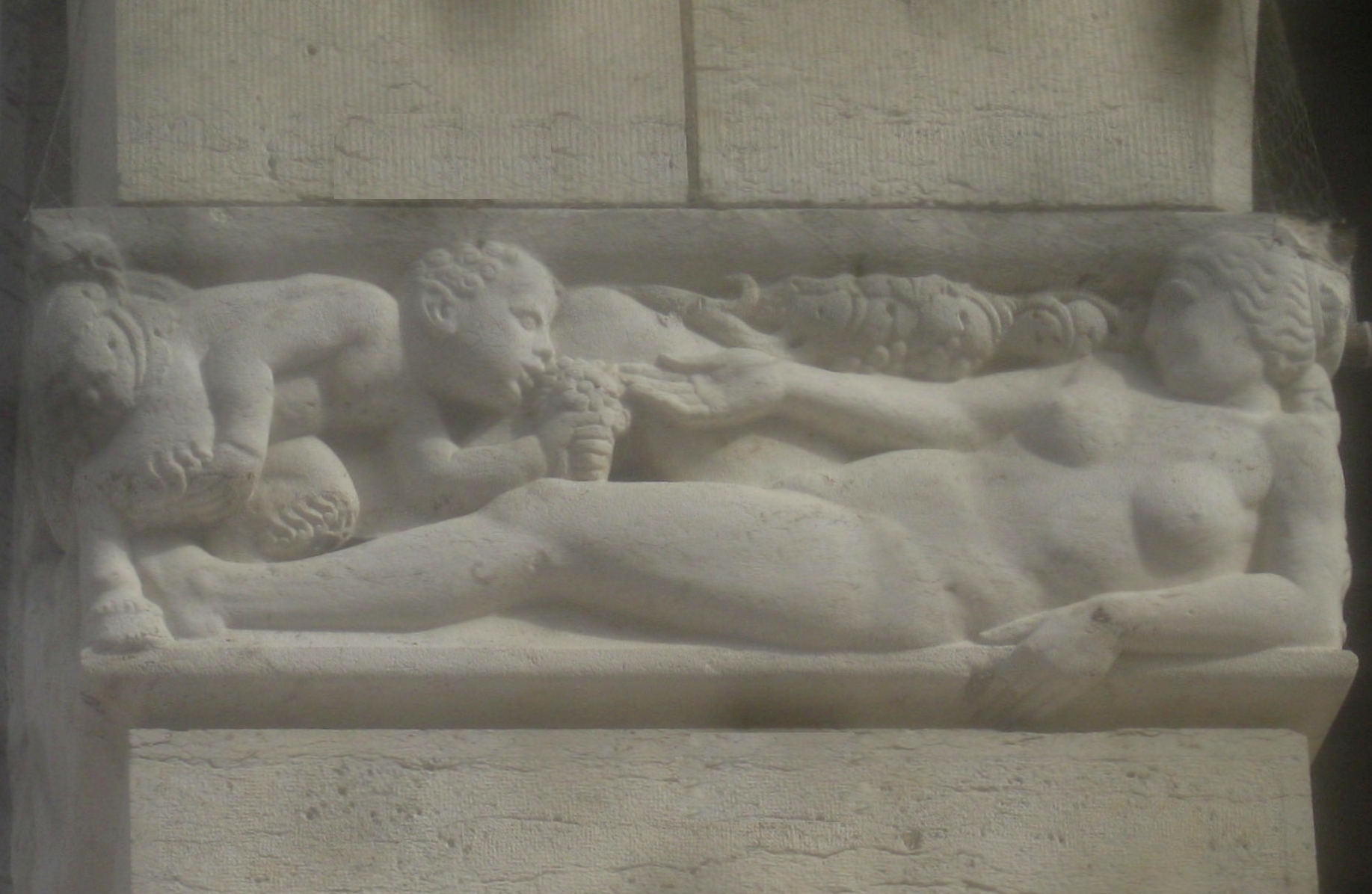
Ein Relief des rechten Eckpfeilerkapitells.
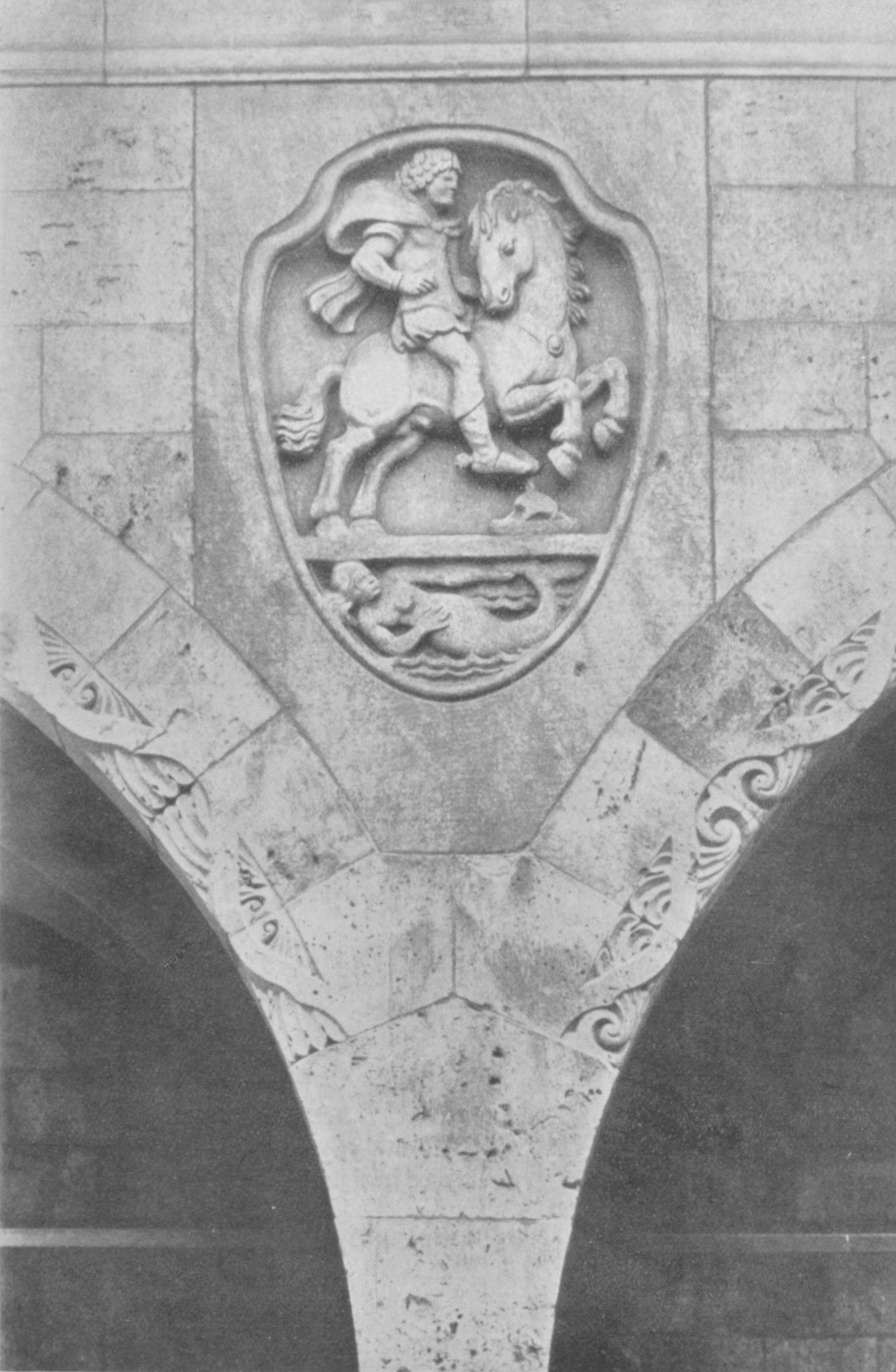
Reliefmedaillon 6 von Brüllmann, Arkadenrahmung von Zeitler, Foto: 1913.
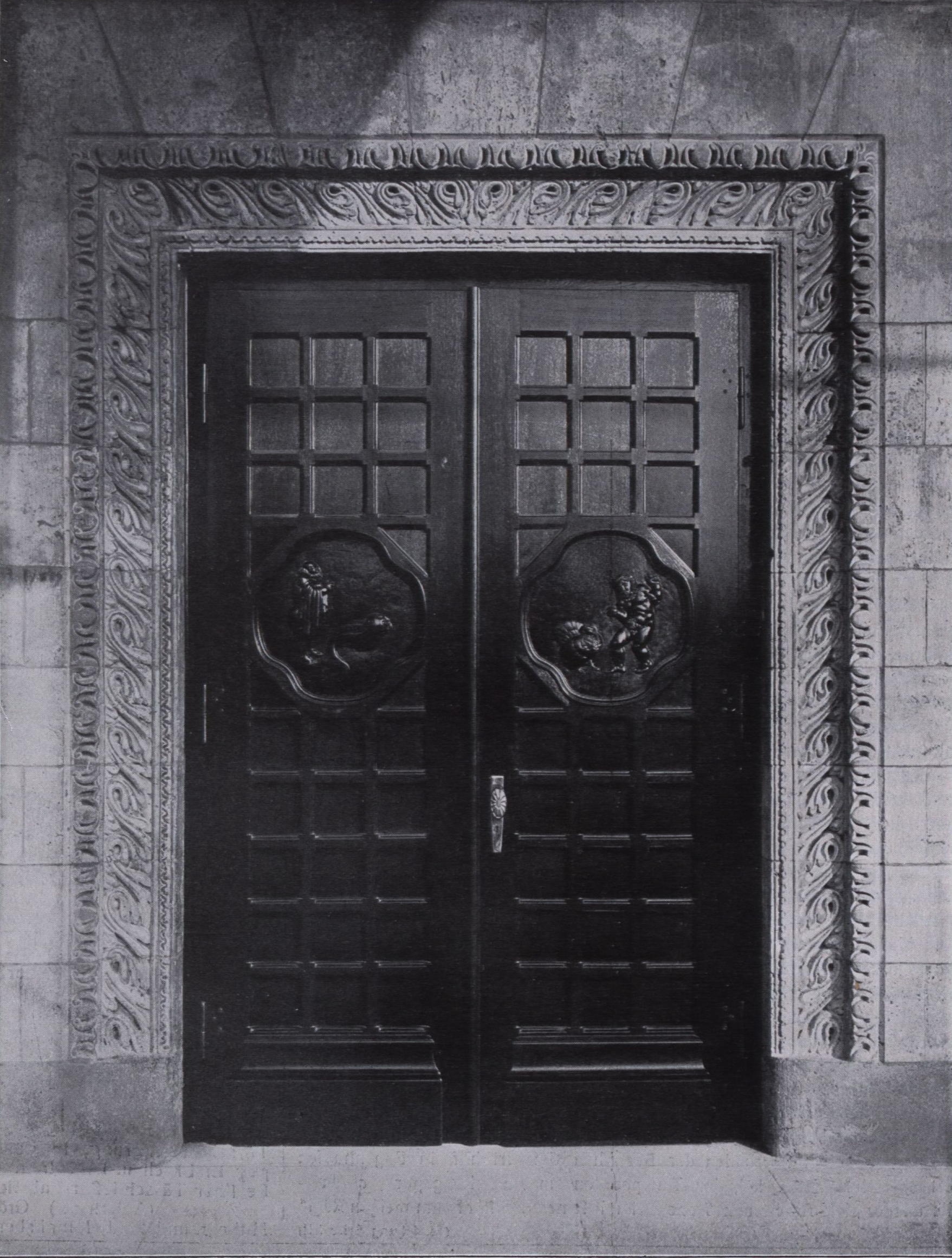
Portalumrahmung von Zeitler, Holzreliefs von Nida-Rümelin, Foto: 1913.

## Rezeption
Zum Kunstgebäude als „Haupt- und Gründungswerk der Stuttgarter Schule“ gehört als ein Teil des damaligen Gesamtkunstwerks aus Architektur, Bildhauerkunst und Malerei die Säulenhalle zum Schlossplatz hin. Sie sei von keinem Geringeren als dem Burckhardt-Schüler Wölfflin, als die „schönste Bogenhalle nördlich der Alpen“ bezeichnet worden. Und das, obwohl Brunelleschis Arkadenhalle oder Vasaris florentinische Loggia andernorts, ja in Zeitlers Geburtsstadt selbst, mit vergleichbar beeinflussten Bauten aufwarten konnte. Anstelle einer allein neorenaissancehaften Nachempfindung stemmte sich hier ein charakteristischer, lokaler Stileinfluss unter anderem mit Plastiken zur Verkörperung literarischer Inhalte der Region gegen die puristische Formwiederholung antiker Lehrmeister. Der spätere erste Bundespräsident, Theodor Heuss, kleidete dies in verständliche Worte: „...eine kräftige Plastik schmückt die Felder zwischen den Bogen, die Einzelheiten der Kapitelle, die Türfelder haben eine heitere Frische. Das südliche Motiv der Loggia erfuhr hier eine glückliche Übersetzung aus feierlicher Monumentalität in weiträumige Behaglichkeit.“